# Devil's Workshop
Devil's Workshop è il sesto album in studio del gruppo musicale Frank Black and the Catholics, pubblicato nel 2002. Il disco è uscito in simultanea con un altro, dal titolo Black Letter Days.

## Tracce
1. Velvety – 2:28
2. Out of State – 2:29
3. His Kingly Cave – 4:44
4. San Antonio, TX – 3:43
5. Bartholomew – 2:26
6. Modern Age – 2:55
7. Are You Headed My Way? – 2:03
8. Heloise – 3:42
9. The Scene – 2:29
10. Whiskey in Your Shoes – 3:06
11. Fields of Marigold – 3:05

## Formazione

### Frank Black and the Catholics
- Frank Black – voce, chitarra
- Scott Boutier – batteria, voce
- David McCaffery – basso, voce
- Dave Philips – chitarra, pedal steel guitar, voce

### Altri musicisti
- Joey Santiago – chitarra
- Lyle Workman – chitarra
- Moris Tepper – chitarra
- Rob Laufer – tastiera
- Eric Drew Feldman – tastiera
- Stan Ridgway – tastiera
- Ben Mumphrey – maracas